# Agrostis ambatoensis
Agrostis ambatoensis är en gräsart som beskrevs av Asteg. Agrostis ambatoensis ingår i släktet ven, och familjen gräs. Inga underarter finns listade i Catalogue of Life.